# خوشکاوری
خوشکاوری، روستایی در دهستان هور هور شهرستان فاریاب در استان کرمان ایران است.

## جمعیت
بر پایه سرشماری عمومی نفوس و مسکن در سال ۱۳۹۵، جمعیت این روستا برابر با ۱۶۳ نفر (۴۸ خانوار) بوده‌است.